# Мачајас (Вашингтон)
Мачајас (енгл. Machias) насељено је место без административног статуса у америчкој савезној држави Вашингтон.

## Демографија
По попису из 2010. године број становника је 1.178, што је 163 (16,1%) становника више него 2000. године.
| Група             | 2000.       | 2010.         |
| Белци             | 957 (94,3%) | 1.069 (90,7%) |
| Афроамериканци    | 10 (1,0%)   | 2 (0,2%)      |
| Азијати           | 3 (0,3%)    | 29 (2,5%)     |
| Хиспаноамериканци | 21 (2,1%)   | 35 (3,0%)     |
| Укупно            | 1.015       | 1.178         |